# Michael Berryman
Michael John Berryman (Los Angeles, 4 settembre 1948) è un attore statunitense.

## Biografia
Berryman è nato a Los Angeles, California, da Barbara e da Sloan Berryman, neurochirurgo. Prima di intraprendere la carriera di attore, lavorava nel campo botanico. Apparso in diversi film horror (tra cui il celeberrimo Le colline hanno gli occhi) e film di serie B, è famoso per il suo aspetto fisico, causato dalla displasia ectodermica ipoidrotica, una rara malformazione genetica che impedisce la crescita di peli, capelli ed unghie e lo sviluppo delle ghiandole sudoripare. Berryman è sposato e vive a Clearlake.

## Filmografia

### Cinema
- Doc Savage, l'uomo di bronzo (Doc Savage: The Man of Bronze), regia di Michael Anderson (1975)
- Qualcuno volò sul nido del cuculo (One Flew Over the Cuckoo's Nest), regia di Miloš Forman (1975)
- Le colline hanno gli occhi (The Hills Have Eyes), regia di Wes Craven (1977)
- Un altro uomo, un'altra donna (Un autre homme, une autre chance), regia di Claude Lelouch (1977)
- Benedizione mortale (Deadly Blessing), regia di Wes Craven (1981)
- Invito all'inferno (Invitation to Hell), regia di Wes Craven (1984)
- Rock Aliens, regia di James Fargo (1984)
- Ritorno dalla quarta dimensione (My Science Project), regia di Jonathan R. Betuel (1985)
- La donna esplosiva (Weird Science), regia di John Hughes (1985)
- Inferno in diretta, regia di Ruggero Deodato (1985)
- Le colline hanno gli occhi II (The Hills Have Eyes Part II), regia di Wes Craven (1985)
- Rotta verso la Terra (Star Trek IV: The Voyage Home), regia di Leonard Nimoy (1986)
- The Barbarians, regia di Ruggero Deodato (1987)
- Solar Crisis, regia di Richard C. Sarafian (1990) – Skull Cowboy (scene tagliate)
- Guyver, regia di Screaming Mad George e Steve Wang (1991)
- Beastmaster 2 - Attraverso il portale del tempo (Beastmaster 2: Through the Portal of Time), regia di Sylvio Tabet (1991)
- Double Dragon, regia di James Yukich (1994)
- Il corvo - The Crow (The Crow), regia di Alex Proyas (1994)
- Desert Moon (Mojave Moon), regia di Kevin Dowling (1996)
- Spia e lascia spiare (Spy Hard), regia di Rick Friedberg (1996)
- La casa del diavolo (The Devil Rejects), regia di Rob Zombie (2005)
- Penny Dreadful, regia di Richard Brandes (2006)
- Ed Gein: The Butcher of Plainfield, regia di Michael Feifer (2007)
- Brutal, regia di Ethan Wiley (2007)
- Necrosis, regia di Jason Robert Stephens (2009)
- Brother's War, regia di Jerry Buteyn (2009)
- Smash Cut, regia di Lee Demarbre (2009)
- Le streghe di Salem (The Lords of Salem), regia di Rob Zombie (2012)
- The Evil Within, regia di Andrew Getty (2017)

### Televisione
- Scuola di football (1st & Ten) – serie TV, episodio 1x07 (1985)
- Autostop per il cielo (Highway to Heaven) – serie TV, episodi 2x05-4x05 (1985-1987)
- Professione pericolo (The Fall Guy) – serie TV, episodio 5x21 (1986)
- Kenny Rogers as The Gambler, Part III: The Legend Continues, regia di Dick Lowry – film TV (1987)
- Star Trek: The Next Generation – serie TV, episodio 1x24 (1988)
- ALF – serie TV, episodio 2x25 (1988)
- Oceano – miniserie TV, episodi 1x03-1x04 (1989)
- I racconti della cripta (Tales from the Crypt) – serie TV, episodio 3x07 (1991)
- X-Files (The X-Files) – serie TV, episodio 3x11 (1995)
- Noi siamo angeli – serie TV, episodi 1x01-1x02 (1997)
- Tesoro, mi si sono ristretti i ragazzi (Honey, I Shrunk the Kids: The TV Show) – serie TV, episodio 2x04 (1998)
- Kenan & Kel: Two Heads Are Better Than None, regia di Michael Grossman – film TV (2000)
- Z Nation – serie TV, 4 episodi (2017)

## Doppiatori italiani
Nelle versioni in italiano delle opere in cui ha recitato, Michael Berryman è stato doppiato da:
- Gianfranco Bellini in Benedizione mortale
- Stefano Mondini in Rotta verso la Terra
- Pino Ammendola in X-Files
- Giorgio Locuratolo in Z Nation
- Vittorio Amandola in Le colline hanno gli occhi (ridoppiaggio)